# فهرست بازیگران زن چینی
فهرست بازیگران زن چینی (انگلیسی: List of Chinese actresses)، فهرستی از بازیگران زن برجسته چینی است که بر اساس حروف الفبای فارسی و نام آنها مرتب شده است.
این فهرست کامل نیست و به تدریج تکمیل خواهد شد.

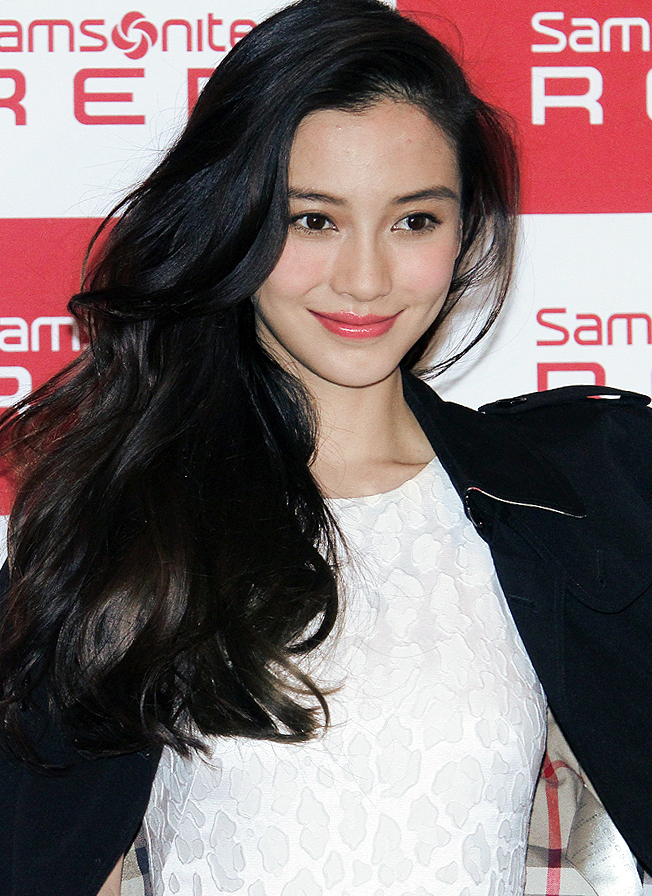
آنجلابیبی در سال ۲۰۱۴

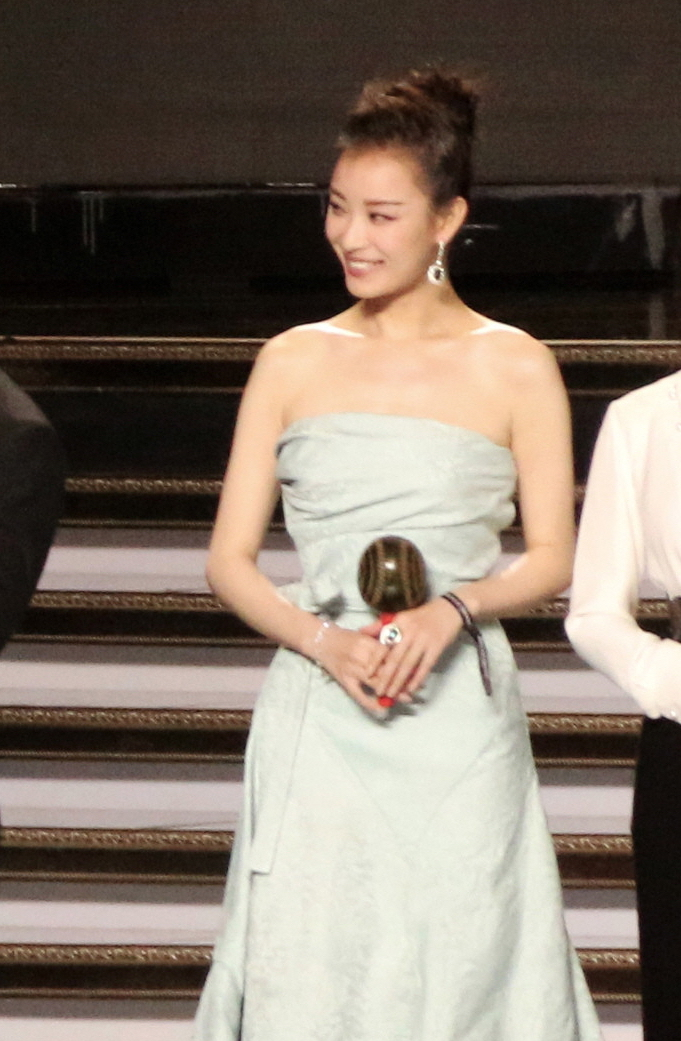
نی نی

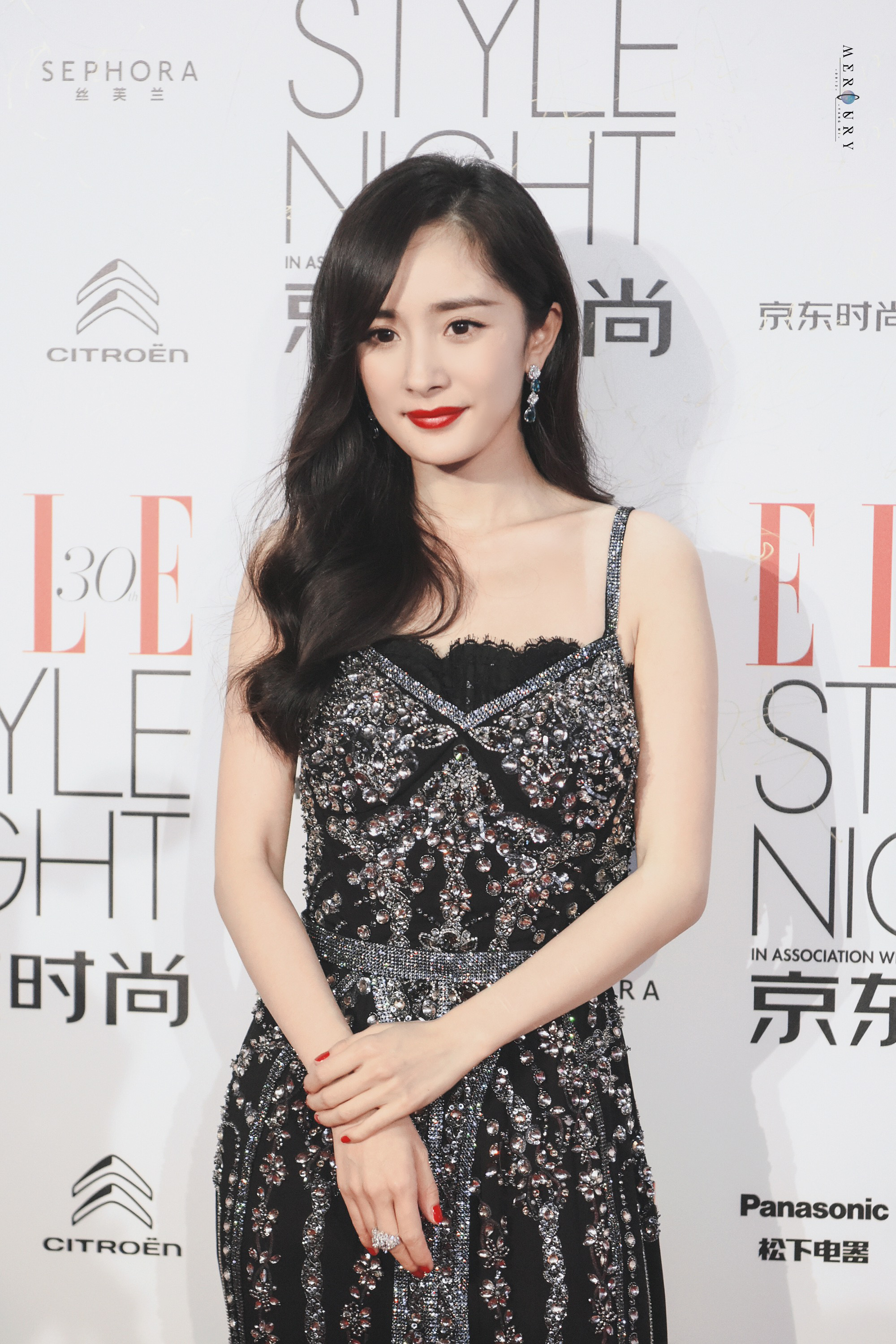
یانگ می

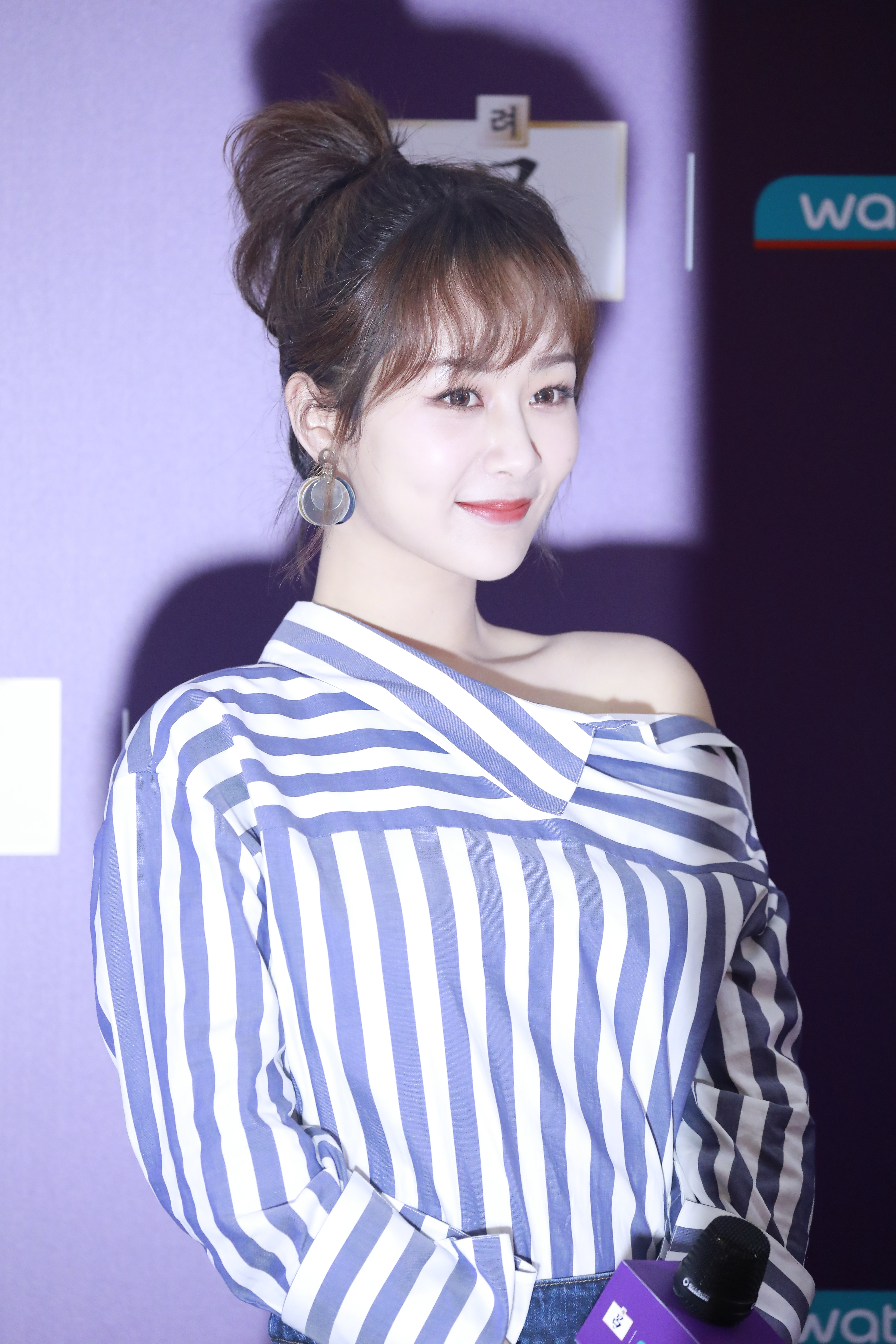
یانگ ژی در سال ۲۰۱۹

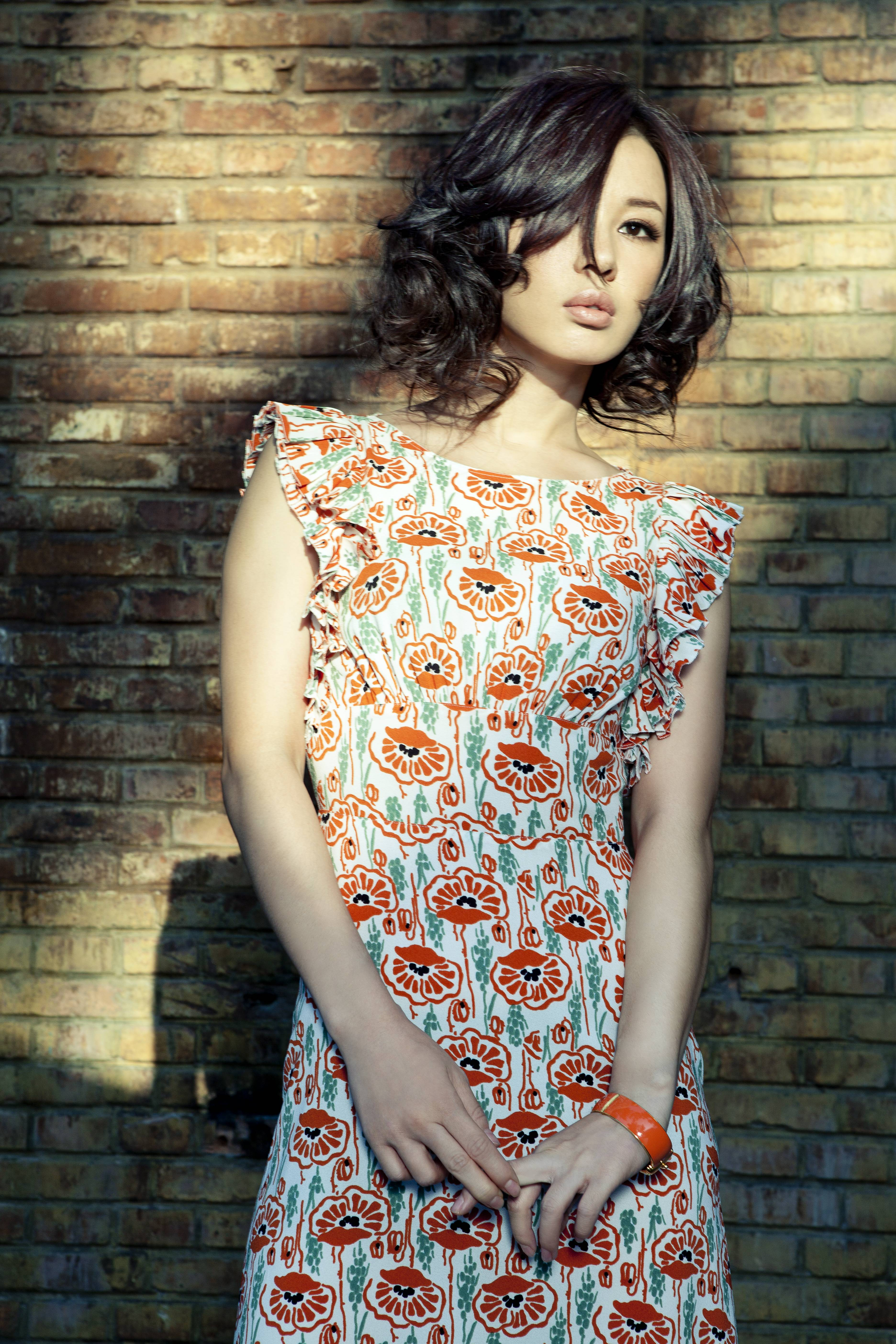
یو نان

## آ
- آنجلابیبی

## ب
- بای لو

## ت
- تیفانی تانگ
- تانگ وی
- تیان یوان
- تان سونگیون
- تونگ لیا

## ج
- جوآن چن
- جینگ تیان
- جو جینگیی
- جانگ زئی
- جیانگ شین
- جانیس وو

## چ
- چن هائو
- چنگ شیائو
- چن دولینگ
- چن یوکی

## خ
- خوانگ یی

## د
- دلربا دلمراد

## ر
- روان لینگیو

## ژ
- ژانگ جینگچو
- ژانگ یوکی
- ژانگ یوشی
- ژانگ زیفنگ
- ژائو لوسی
- ژائو تائو
- ژائو وی
- ژائو لی‌یینگ
- ژو شوان
- ژو ژان

## س
- سیمین گاووا
- سون لی

## ش
- شن یو
- شو جیائو
- شو جینگ‌لی

## ف
- فن بینگ‌بینگ

## گ
- گائو یوان یوان
- گونگ لی
- گل‌نظر
- گوان شیائوتنگ

## ل
- لی بینگ‌بینگ
- لی مان
- لیو شیشی
- لیو تائو
- لیو شاچنگ
- لیو یان
- لیو ییفئی

## م
- مائو شیائوتونگ
- منگ میچی

## ن
- نی نی

## و
- وان پنگ

## ه
- هوانگ شنگ‌یی

## ی
- یانگ می
- یانگ ژی
- یو نان
- یوئن شان‌شان
- یو شوشین
- یوان چوان